# Sis dies de Lilla
Els Sis dies de Lilla va ser una cursa de ciclisme en pista, de la modalitat de sis dies, que es va disputar a Lilla (França). Només es va organitzar l'edició de 1960.

## Palmarès
| Any  | Primers                        | Segons                     | Tercers                         |
| ---- | ------------------------------ | -------------------------- | ------------------------------- |
| 1960 | Ronald Murray · John Tressider | Roger Godeau · Jean Raynal | Jose De Noyette · Roger Decorte |